# Салагаев, Денис Юрьевич
Денис Юрьевич Салагаев (род. 20 октября 1979, Таштагол, Кемеровская область) — российский спортсмен и тренер, член олимпийской сборной команды России по сноуборду на Олимпиаде в Турине. Мастер спорта России международного класса.

## Биография
Денис Салагаев родился 20 октября 1979 года в Таштаголе Кемеровской области. Начал заниматься сноубордом у Владимира Фоминых, продолжил заниматься у Максима Злобина в ЦСКА. В 1999 году Денис Салагаев вошёл в сборную России по сноуборду.
Выиграв этап Кубка России по слалому-гиганту, проходивший в 2006 году в Абзаково, Салагаев обеспечил себе попадание в
олимпийскую сборную на Игры в Турине. На Олимпиаде он не прошёл в 1/8 финала, заняв 18 место в квалификации.
В апреле 2008 года Денису была сделана операция из-за давней травмы спины. Операция прошла неудачно и Салагаев был вынужден пропустить практически весь сезон 2008/2009, хотя и тренировался вместе со сборной. Единственным выступлением в этом сезоне для него стал Чемпионат России в родном Таштаголе весной 2009 года, который он, неожиданно для самого себя, выиграл в слаломе-гиганте. После окончания сезона Денис продолжал лечение, чтобы восстановиться к Олимпиаде 2010. Главный тренер сборной России по сноуборду Денис Тихомиров рассматривал Салагаева как одного из кандидатов в олимпийскую сборную, но на Игры он не попал.
С 2010 года Денис Салагаев вместе с Евгением Пронашко тренирует юниорскую сборную России по сноуборду в параллельных дисциплинах.

## Спортивные достижения
- Олимпиада 2006 — 18 место.
- Чемпионат мира:
  - 2003 — слалом-гигант 35 место,
  - 2005 — слалом-гигант 9 место, слалом 13 место, бордеркросс 33 место,
  - 2007 — слалом-гигант 20 место, слалом 17 место.
- Кубок мира — участвовал с 1999 по 2008 год. Лучший результат — 27 место в параллельных видах (2007, 2008).
- Кубок Европы — участвовал с 2001 по 2010 год. Выиграл этапы: параллельный слалом (2004 и 2005, Киев), гигантский слалом (2004, Боровец), бордеркросс (2004, Бад-Гаштайн). Лучший результат — 3 место в параллельныхх видах (2004).
- Старты ФИС — участвовал с 1999 по 2009 год, 2 победы в параллельном слаломе (2005, 2007), 4 — в параллельном гигантском слаломе (2 в 2004, 2006, 2007).
- Чемпион России в параллельном слаломе-гиганте (2003, 2004, 2007, 2008, 2009), параллельном слаломе (2004, 2007), сноубордкроссе (2003). Серебряный призёр в слаломе-гиганте (2001), параллельном слаломе (2003), бронзовый призёр в слаломе-гиганте (2000, 2002), сноубордкроссе (2005)[10].